# Bola de foc
Bola de foc (títol original en anglès Ball of Fire) és una pel·lícula del gènere de comèdia dirigida l'any 1941 per Howard Hawks i protagonitzada per Gary Cooper i Barbara Stanwyck. Va obtenir 4 nominacions als Oscar, a la millor actriu (Barbara Stanwyck), a la millor banda sonora, al millor so i al millor guió original.
Un clàssic de la comèdia americana produït per Samuel Goldwyn. Malgrat la seva gran consideració general i indubtable categoria, no està a l'altura d'altres comèdies seves com Quina fera de nena! o Lluna Nova, però és un bon exemple del ritme i capacitat de contraposició de mons adversos que Hawks fa desplegar en les seves comèdies.
Ha estat doblada al català.

## Argument

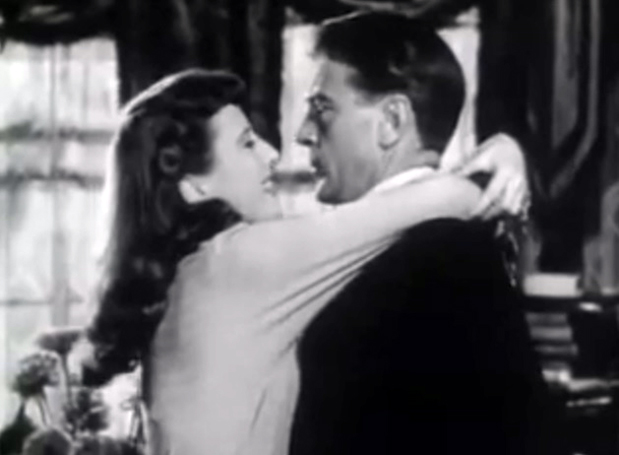
Barbara Stanwyck i Gary Cooper

Un grup de professors estrafolaris, tots solters llevat d'un que és vidu, viuen junts des de fa anys a una residència de Nova York treballant en l'elaboració d'una enciclopèdia del saber humà. El més jove, Bertram, és lingüiista i treballa en argot americà.
La seva monotonia es veu sacsejada quan Bertram, en les seves recerques coneix la ballarina de cabaret Sugarpuss O'Shea (Barbara Stanwyck), i la convida a visitar la residència. Ella accepta per amagar-se de la policia, que la cerca per testificar en contra del seu xicot, el mafiós Joe Lilac (Dana Andrews). L'estada de Sugarpuss sacseja la vida quotidiana dels professors i poc a poc Bertram s'enamora d'ella

## Repartiment
- Gary Cooper: Professor Bertram Potts
- Barbara Stanwyck: Katherine "Sugarpuss" O'Shea
- Oskar Homolka: Professor Gurkakoff
- Henry Travers: Professor Jerome
- S.Z. Sakall: Professor Magenbruch
- Tully Marshall: Professor Robinson
- Leonid Kinskey: Professor Quintana
- Richard Haydn: Professor Oddley
- Aubrey Mather: Professor Peagram
- Dana Andrews: Joe Lilac
- Dan Duryea: Duke Pastrami
- Ralph Peters: Asthma Anderson
- Kathleen Howard: Miss Bragg
- Mary Field: Miss Totten
- Charles Lane: Larsen
- Charles Arnt: McNeary
- Elisha Cook: cambrera del nightclub

## Al voltant de la pel·lícula

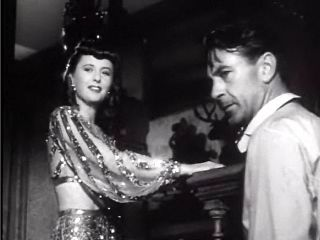
Barbara Stanwyck i Gary Cooper

El guió fou escrit per Charles Brackett, Thomas Monroe i Billy Wilder a partir d'un conte escrit per Wilder mentre encara estava a Europa, i que es basava en part en el conte de fades de la Blancaneu. Els mateixos set professors es basaven en els set nans de la pel·lícula de Disney. Si aquesta comèdia resulta una de les menys humorístiques de Hawks (té un rerefons més amarg que altres de les seves) és per la influència de Brackett i Wilder, que aporta una càrrega de cinisme que de vegades s'enfronta a les tendències més lleugeres pròpies del director.
L'argument, bastant arquetípic de Wilder i Brackett en aquella època (el que van escriure per a Ninotchka (1939) d'Ernst Lubitsch era bastant similar, només que allà la revolucionada era la mateixa visitant, davant de les delícies d'un meravellós París d'estudi), a les mans de Hawks es converteix en un exercici de precisió narrativa i d'elegància, car sap veure bé els aspectes més estimulants que podia donar l'argument.
Barbara Stanwyck, una de les grans dames interpretatives del Hollywood clàssic, va rebre una nominació a l'Oscar pel seu paper de malintencionada penedida. Els seus moments musicals (doblada en la veu) són enlluernadors, i la resta també. Gary Cooper també destaca en un paper poc usual en la seva llarga carrera. El seu paper és aquí més proper al de Rock Hudson a L'esport favorit de l'home (1965) que als que va interpretar Cary Grant per a Hawks. La pel·lícula era la segona de l'any 1941 que ajuntava Cooper i Stanwyck, després de L'home del carrer.
La pel·lícula va tenir un remake musical i en color, Neix una cançó, realitzat el 1948 pel mateix Hawks i interpretada per Danny Kaye i Virgínia Mayo.